# Дроздов, Пётр Владимирович
Пётр Владимирович Дроздов (1923—1945) — младший лейтенант Рабоче-крестьянской Красной Армии, участник Великой Отечественной войны, Герой Советского Союза (1943).Украинец.

## Биография
Пётр Дроздов родился 12 июля 1923 года в селе Заводовка (ныне — Берёзовский район Одесской области) в крестьянской семье. После окончания семи классов школы переехал в Краматорск, где окончил школу фабрично-заводского ученичества и устроился работать токарем на завод. В 1941 году Дроздов был призван на службу в Рабоче-крестьянскую Красную Армию. Участвовал в боях на Калининском, Степном, 2-м Украинском и 1-м Белорусском фронтах. К осени 1943 года младший лейтенант Пётр Дроздов командовал взводом автоматчиком разведроты 19-й механизированной бригады 1-го механизированного корпуса 37-й армии Степного фронта. Отличился во время битвы за Днепр.
11 октября 1943 года группа из восьми человек во главе с Дроздовым переправилась через Днепр в районе села Мишурин Рог Верхнеднепровского района Днепропетровской области и захватила господствующую над побережьем высоту у хутора Тарасовка. Группа отбила несколько контратак противника. Перейдя в контратаку, группа ворвалась в траншеи противника, захватив три пулемёта. Группе удалось удержать позиции до подхода основных сил. В тех боях только Дроздов уничтожил около 60 солдат и офицеров противника.
Указом Президиума Верховного Совета СССР от 20 декабря 1943 года за «успешное форсирование реки Днепр, прочное закрепление плацдарма на западном берегу и проявленные при этом отвагу и геройство» младший лейтенант Пётр Дроздов был удостоен высокого звания Героя Советского Союза с вручением ордена Ленина и медали «Золотая Звезда».
Во время одного из боёв за освобождение Польши Дроздов получил тяжёлое ранение, от которого скончался в госпитале 20 января 1945 года. Похоронен в городе Кутно Лодзинского воеводства Польши.
Был также награждён орденом Красной Звезды и медалью «За отвагу».
В честь Дроздова установлен обелиск, названы улица и школа в Заводовке.